# رابرت بروک-پوفام
رابرت بروک-پوفام (انگلیسی: Robert Brooke-Popham; ۱۸ سپتامبر ۱۸۷۸ – ۲۰ اکتبر ۱۹۵۳) فرد نظامی اهل بریتانیا بود. وی همچنین برندهٔ جوایزی همچون صلیب نیروی هوایی و شوالیه (عنوان) شده‌است.